# Enhydrictis
Enhydrictis  es un género  de mustélido (comadreja) extinto. La especie tipo, y mejor conocida, es Enhydrictis galictoides del Pleistoceno de Sardinia.

## Taxonomía
El número exacto de especies de Enhydrictis ha sido un asunto de debate. Se cree que ha evolucionado de un género relacionado de Europa continental conocido como Pannonictis. Una especie, P. Pilgrimi, ha sido clasificada como perteneciente a Enhydictis (como Enydrictis ardea), aunque se considere poco probable. Un estudio de 2019  sugiere que el género Oriensictis de Asia debería considerarse también sinónimo de Enhydrictis. En 2016, una especie nueva proveniente de Argelia fue descrita, E. hoffstetteri,  es el primer miembro  del género conocido en África.
Enhydrictis y sus parientes se ven clasificados dentro de la subfamilia Galictinae.

## Descripción
Enhydrictis galictoides fue mustélido terrestre relativamente grande y robusto. Cuando fue descrito por primera vezse consideradó una especie más similar a la nutria con adaptaciones a un estilo de vida acuático, estudios subsequentes de los huesos de las extremidades no apoyaron tal  pretensión.

## Especies relacionada
Durante el Pleistoceno, Sardinia era hogar de varios otros mustélidos, como las nutrias Megalenhydris y Sardolutra.